# 阿莱格里亚-德阿拉瓦
阿莱格里亚-德阿拉瓦（西班牙語：Alegría de Álava），简称阿莱格里亚（Alegría），是西班牙巴斯克自治区阿拉瓦省的一个市镇。总面积19.95km², 总人口2870人（2013年），人口密度140人/km²。